# Фортеця Діана

Фортеця Діана (серб. Тврђава Диана) — римський каструм, збудований 100—101 н.е, що розташована в Кладово, на сході Сербії.
Фортеця розташована на скелях Джердап, над Дунаєм, в археологічній ділянці Караташ, поблизу Кладово. Головні будівлі було збудовано з каменю на стратегічному місці з видом на кордон Дунаю 100 року н. е. за правління імператора Траяна,, що мав військовий табір поблизу. Подальші зміни було зроблено в кінці III на початку IV століть, коли було збудовано додаткові вежі зі сторони річки, для додаткового захисту берегів Дунаю. У середині IV століття форт було пошкоджено наступом гунів, а 530 року н. е. його було відбудовано імператором Юстиніаном.

## Знахідки та визнання
Окрім військових будівель в стінах фортеці також розташований жертовний некрополь та цивільне поселення. Було знайдено такі предмети як інструменти побутового вжитку, мармурові та бронзові скульптури.
1983 року Фортецю Діана було додано до списку археологічних пам'яток надзвичайної важливості, що охороняється Сербією.

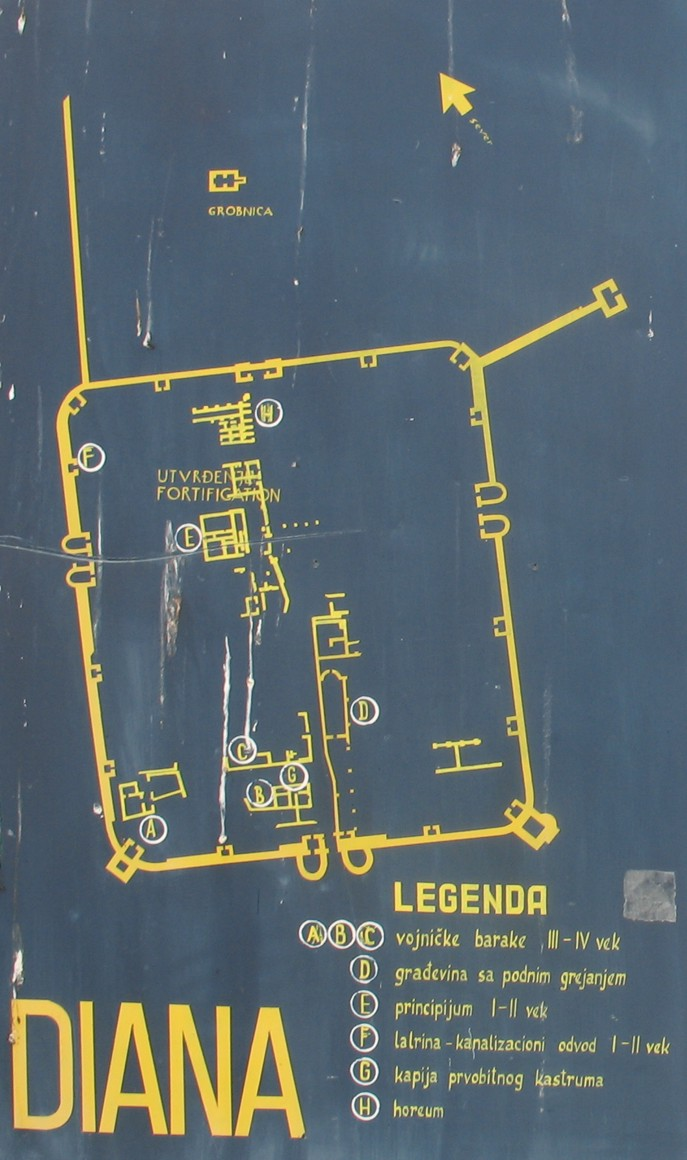
Креслення
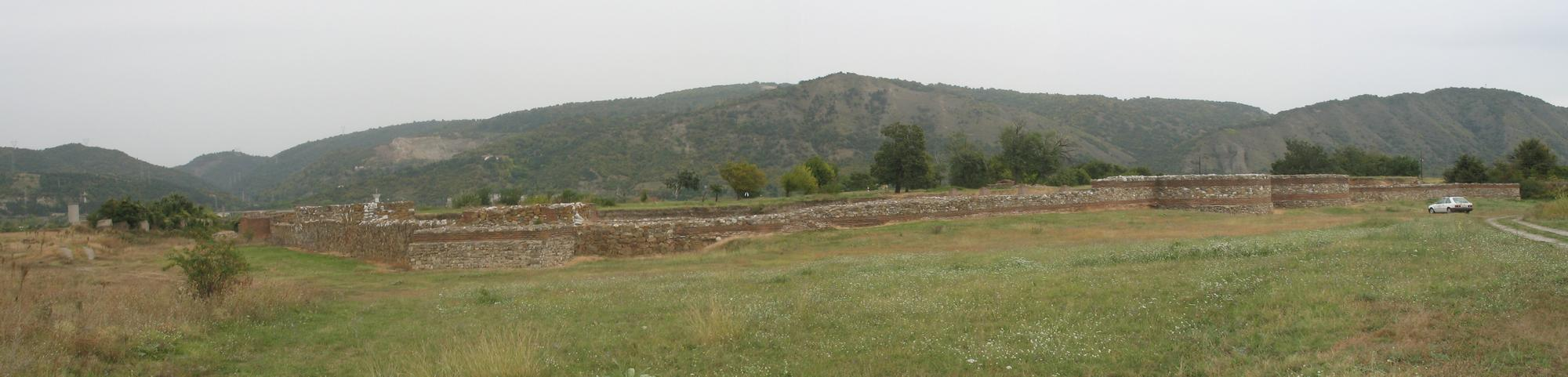
Панорама фортеці Діана